# Tatjana Patitz
Tatjana Patitz (Amburgo, 25 maggio 1966 – Santa Barbara, 11 gennaio 2023) è stata una supermodella e attrice tedesca, che raggiunse la ribalta internazionale negli anni '80 e  '90 rappresentando stilisti sulle passerelle e su riviste come Elle, Harper's Bazaar e Vogue. Fu una delle cinque supermodelle apparse nel video musicale del 1990 Freedom! '90 di George Michael, e rimane associata alla pubblicità e opere d'arte dei fotografi Herb Ritts e Peter Lindbergh.

## Biografia
Tatjana Patitz nacque ad Amburgo, nell'allora Germania Ovest, e crebbe a Skanör, Svezia. Suo padre era tedesco e il suo lavoro di giornalista permise alla sua famiglia di viaggiare e vivere in diversi Paesi. La madre era una ballerina estone che si esibiva al famoso Le Lido di Parigi. I genitori di Tatjana si erano incontrati a una degustazione di vini in una cantina in Spagna, nel periodo in cui la madre era una studentessa che viaggiava con una compagnia di danza moderna. Tatjana imparò a cavalcare all'età di sette anni. Durante le estati, si recava nella casa per le vacanze della sua famiglia sull'isola di Maiorca, dove gareggiò in vari concorsi equestri. A proposito del suo amore per i cavalli, la Patitz disse: "Vado a cavallo da quando ero una bambina. Per me significa libertà, connessione e dedizione. I cavalli trasformano lo stress e la preoccupazione attraverso me. Sono genuini e spirituali. Mi rendono felice e rilassata, soprattutto se mi sento sotto pressione o tesa". 
Tatjna iniziò a lavorare nel mondo della moda a diciassette anni a Parigi, posando regolarmente per Herb Ritts, Sheila Metzner e Peter Lindbergh. Nel 1985 apparve sulla copertina dell'edizione britannica di Vogue per la prima volta. In seguito la modella sarà presente sulle copertine di varie riviste del settore per oltre 130 volte.

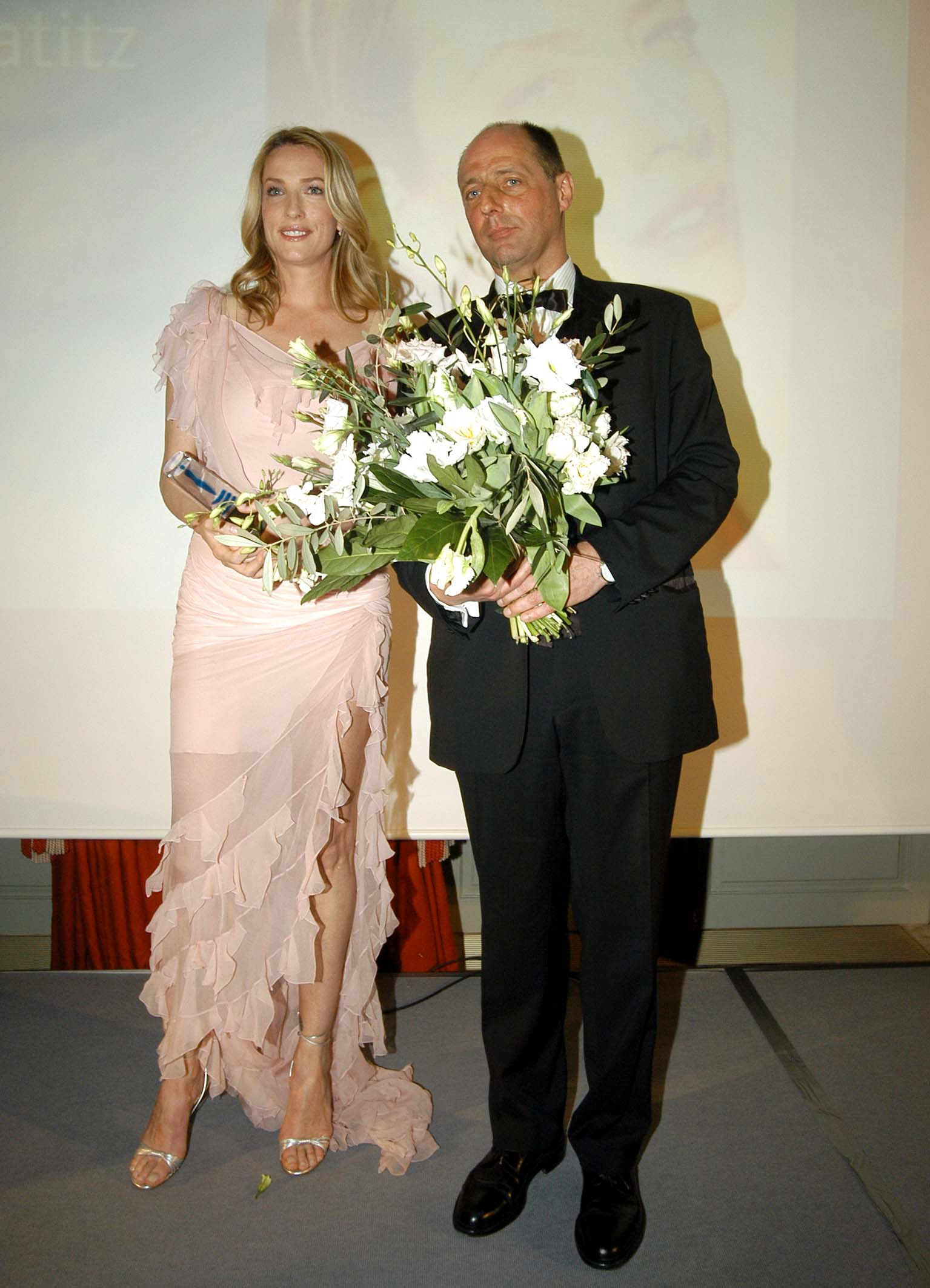
Tatjana Patitz – Premio alla Personalità, 2005

Sfilò per Azzedine Alaïa, Helmut Lang, Jil Sander, Dolce & Gabbana, Versace, Valentino, Donna Karan, Todd Oldham, Comme des Garçons, Karl Lagerfeld e Chanel. Fu inoltre la protagonista delle campagne pubblicitarie di Revlon, Dupont Carpets e Ralph Lauren.
Apparve nei video musicali di Skin Trade dei Duran Duran, Tell Me di Nick Kamen, Freedom! '90 di George Michael, insieme alle colleghe Cindy Crawford, Christy Turlington, Linda Evangelista, e Naomi Campbell, e Make Me Bad dei Korn. Recitò nel film Sol levante del 1993 e Invito ad uccidere del 1999. Dall'autunno 2009 era la nuova testimonial per Marina Rinaldi.
Tatjana Patitz è morta nel gennaio 2023, all'età di 56 anni, a causa di un tumore al seno mentre era ricoverata in una struttura ospedaliera a Santa Barbara, in California.

## Vita privata
Tatjana Patitz era sposata con l'uomo d'affari Jason Randall Johnson. Nel 2004 diede alla luce Jonah Johnson, che si unì alla modella in molti servizi fotografici, tra i quali: "The Great Escape" per il numero di agosto 2012 di Vogue America  e "Family Matters" nel numero di dicembre 2019. 
In un'intervista del 2019 per il 63Magazine di Mercedes-AMG, Patitz, che era vegetariana, parlò della sua filosofia sull'invecchiamento nei settori della bellezza, della moda e dell'intrattenimento: "Sono orgogliosa delle mie rughe. Ho lavorato per ognuna di esse e mi appartengono. Invecchiare è bello. Diventi più saggio e più maturo. Per me, regalare o cambiare quel dono non è un'opzione... Bellezza significa essere una brava persona ed essere lì per gli altri. Secondo me, la bellezza non riguarda solo l'aspetto, ma tutto ciò che costituisce una persona".

## Filmografia
- Sol levante (Rising Sun), regia di Philip Kaufman (1993)
- Prêt-à-Porter, regia di Robert Altman (1994)
- The Larry Sanders Show – serie TV, episodio 4x05 (1995)
- Restraining Order, regia di Lee H. Katzin (1999)

## Agenzie
- Elite Model Management - New York
- Mega Model Agency - Germania
- Munich Models